# Scrupocellaria bertholettii
Scrupocellaria bertholettii är en mossdjursart som först beskrevs av Jean Victor Audouin 1826.  Scrupocellaria bertholettii ingår i släktet Scrupocellaria och familjen Candidae. Utöver nominatformen finns också underarten S. b. tenuirostris.